# 生月大橋
生月大橋（日语：／ Ikitsuki ōhashi */?）是一座連接日本長崎縣平戶市平戶島和生月島兩島的橋樑，屬於桁架橋。生月大橋開通之後，曾是離島的生月島可經由平戶島到達九州本土。生月大橋曾是收費橋樑，自2010年4月開始免費開放。工程總費用約46億日元。生月大橋於1988年開工，1991年竣工。

## 外部連結
- 長崎県土木部 （页面存档备份，存于）
- 生月大橋有料道路（長崎県道路公社） （页面存档备份，存于）